# Henri-François de Forest de Blacons
Henri-François de Forest de Blacons est un homme politique français né le 3 octobre 1758 à Grenoble (Isère) et décédé le 13 mars 1805 à Paris.

## Biographie
Partisan des idées révolutionnaires, il est élu député de la Noblesse aux États généraux de 1789, pour la province du Dauphiné. Il fait partie des premiers députés de son ordre à siéger avec le tiers état, dès le 22 juin. Rapidement, il bascule à droite, et siège avec les royalistes. Il émigre en 1791 et ne revient qu'en 1801. Criblé de dettes et poursuivit par ses créanciers, il se suicide.

## Sources
- « Henri-François de Forest de Blacons », dans Adolphe Robert et Gaston Cougny, Dictionnaire des parlementaires français, Edgar Bourloton, 1889-1891 [détail de l’édition]